# Enoicyla
Enoicyla är ett släkte av nattsländor. Enoicyla ingår i familjen husmasknattsländor.
Kladogram enligt Catalogue of Life:
| Enoicyla | \| \| Enoicyla costae \| \| \| \| \| \| Enoicyla pusilla \| \| \| \| \| \| Enoicyla reichenbachii \| \| \| \| |
|          | \| \| Enoicyla costae \| \| \| \| \| \| Enoicyla pusilla \| \| \| \| \| \| Enoicyla reichenbachii \| \| \| \| |
|          | Enoicyla costae                                                                                               |
|          | |
|          | Enoicyla pusilla                                                                                              |
|          | |
|          | Enoicyla reichenbachii                                                                                        |
|          | |

## Bildgalleri

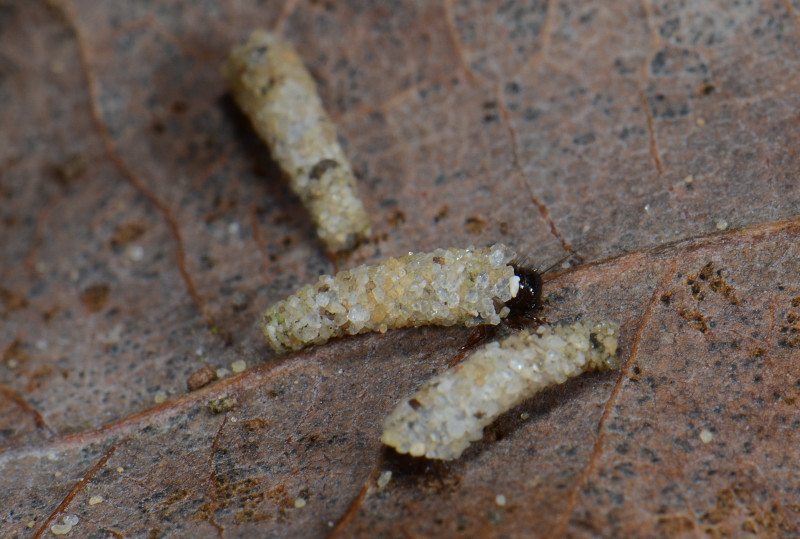
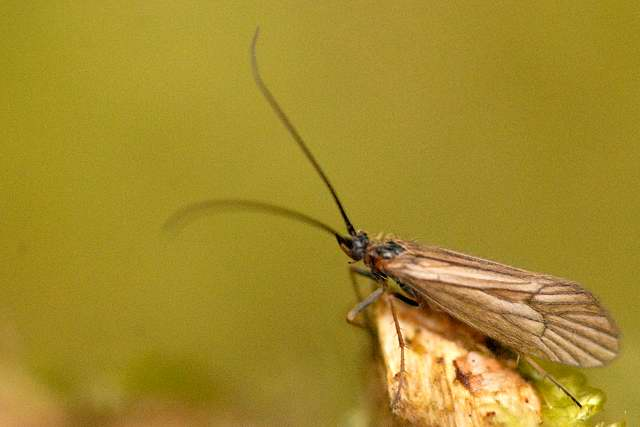
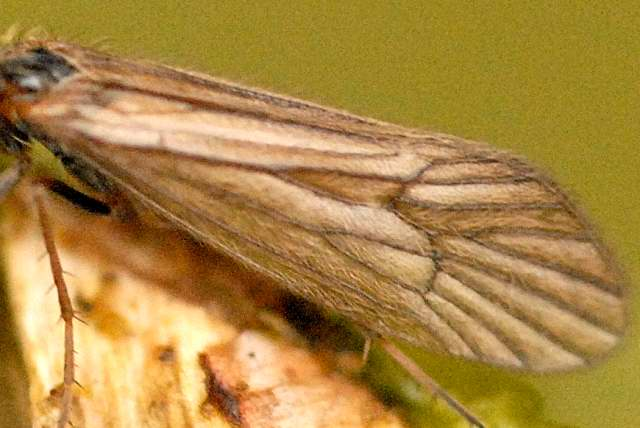